# クエン酸鉄アンモニウム
クエン酸鉄アンモニウム(Ammonium ferric citrate)は、pH調整剤として用いられるE番号E381の食品添加物である。水に非常に溶けやすい緑色又は赤褐色の粉末である。
クエン酸鉄アンモニウムの分子式は変わりうる。水酸化鉄(III)をクエン酸とアンモニアの水溶液に加えることででき、赤褐色のものは、約9%のアンモニア、16.5-18.5%の鉄、65%の水和クエン酸で構成され、緑色のものは、約7.5%のアンモニア、14.5-16%の鉄、75%の水和クエン酸で構成される。緑色のものは、赤褐色のものよりも光によってより早く還元される。
クエン酸鉄アンモニウムのその他の用途には、水の純化や現像がある。金や銀のような低活性の金属塩の還元剤として用いられ、フェリシアン化カリウムとともに青写真の現像に一般的に用いられる。クリグラー鉄寒天培地の成分として、微生物が生成する硫化水素を検出するためにも用いられる。
クエン酸鉄アンモニウムは、スコットランドの炭酸飲料であるアイアンブルーに含まれる。医療においては、クエン酸鉄アンモニウムは造影剤として用いられる。また、造血薬としても用いられる。